# Staré Město (Štětín)
Staré Město (původně německy Altstadt) je historické město a sídliště ve středu polského města Štětína (Szczecin). Leží na levém břehu Odry a tvoří ho nejstarší část města. Náleží k městské části Śródmieście. Celková katastrální výměra činí 1,1 km². Samosprávná městská část vznikla v roku 1990. Žije zde 4 005 obyvatel.

## Poloha
Na severu Centrum sousedí se sídlištěm Drzetowo-Grabowo a Niebuszewo-Bolinko, na východě se sídlištěm Międzyodrze-Wyspa Pucka, na jihu s Novým Městem a na západě se sídlištěm Centrum.

## Charakteristika
Během druhé světové války bylo 90 % starého města zničeno v důsledku bombardování spojenců. Rekonstrukce nebyla provedena, protože většina zničených budov byla z 19. století a v té době nebyly považovány za cenné, takže bylo zrekonstruováno pouze několik budov. V 40. letech 20. století bylo staré město odsunuto od řeky Odry vybudováním široké ulice (Nabrzeże Wieleckie) a tramvajové trati linky č. 6. V 50. letech 20. století vytvořil tým architektů ve složení W. Furmańczyk, W. Jarzynka a L. Kotowski koncepci rozvoje starého města ve Štětíně. Bylo navrženo sídliště nízkých, tří-, čtyř- nebo pětipodlažních panelových domů se šikmými střechami. Poblíž Staroměstské radnice bylo plánováno postavení čtyř jedenáctipodlažních obytných mrakodrapů. Plán výstavby mrakodrapů nebyl však z finančních důvodů realizován. Několik ulic bylo zlikvidováno nebo se změnila jejich trasa. Několik přežívajících činžovních domů v ulicích Kuśnierské, Koński Kierat, Mariacké, Łaziebné a na náměstí Orła Białego bylo rekonstruovaných. 

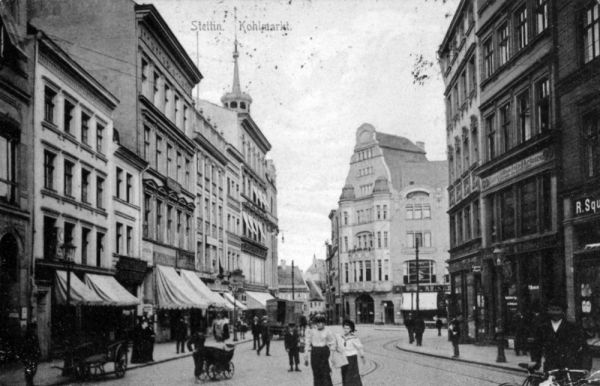
Uhlíkový trh (Kohlmarkt) před druhou světovou válkou
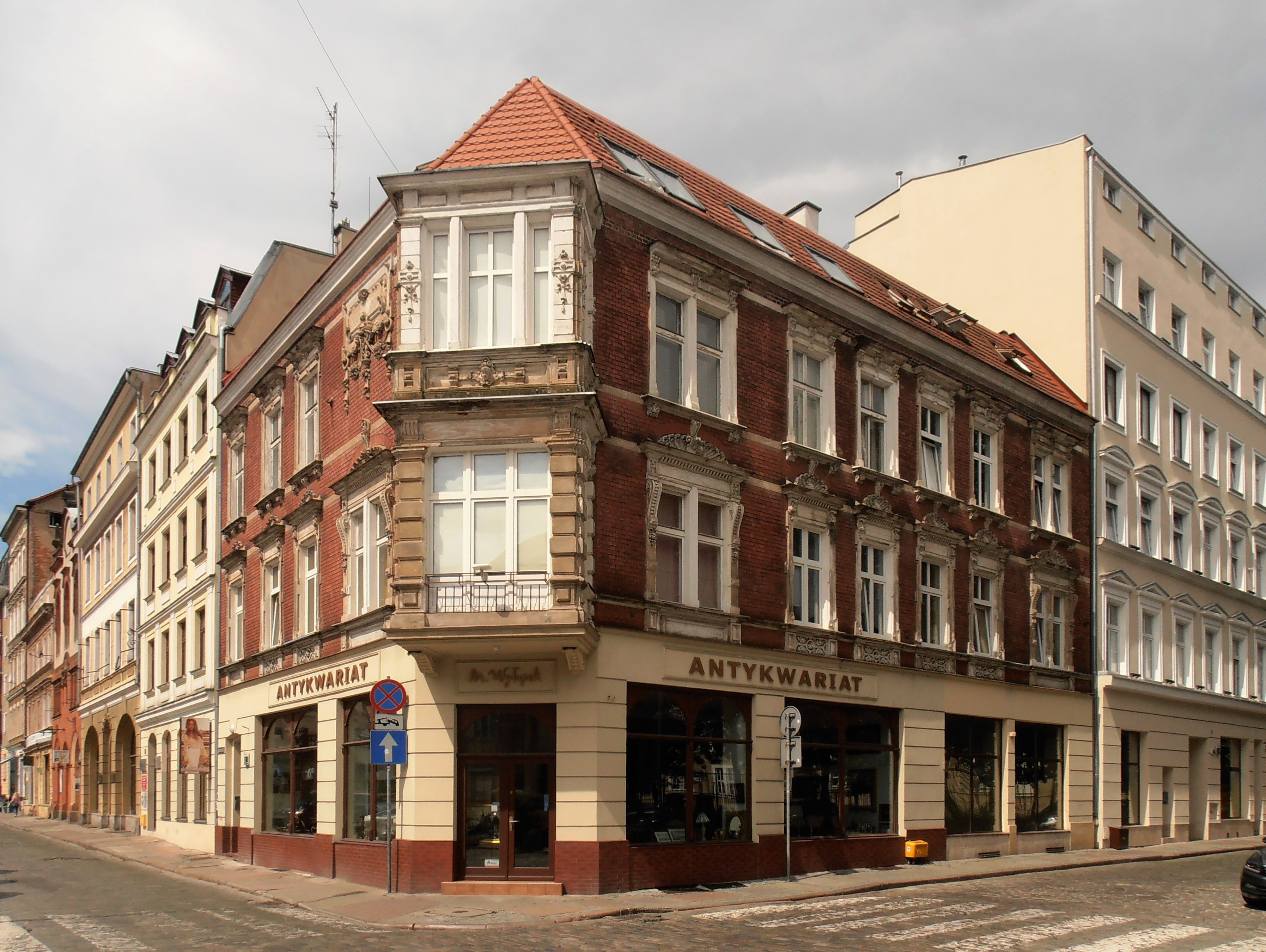
Mariacka ulice
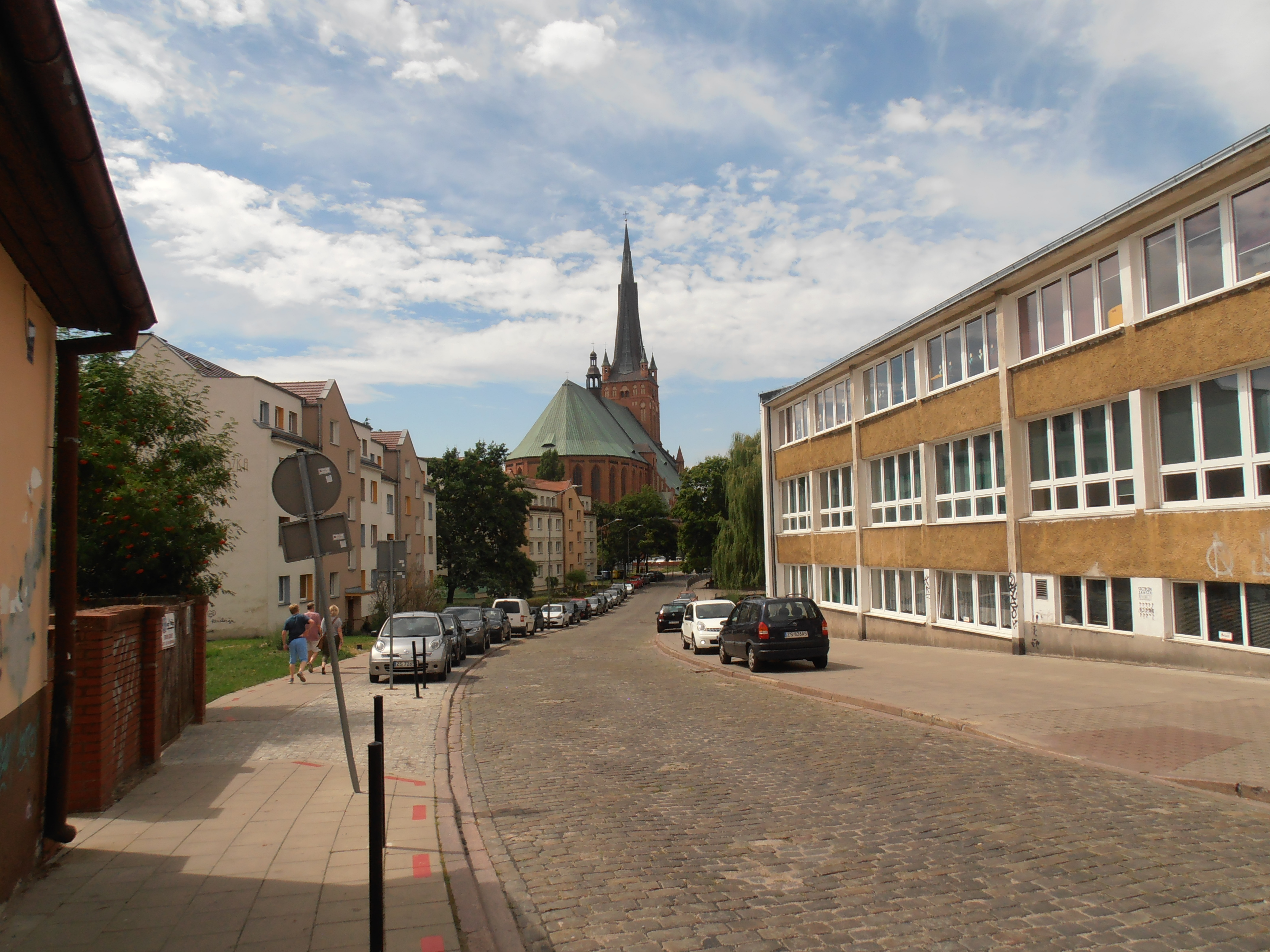
Grodzka ulice
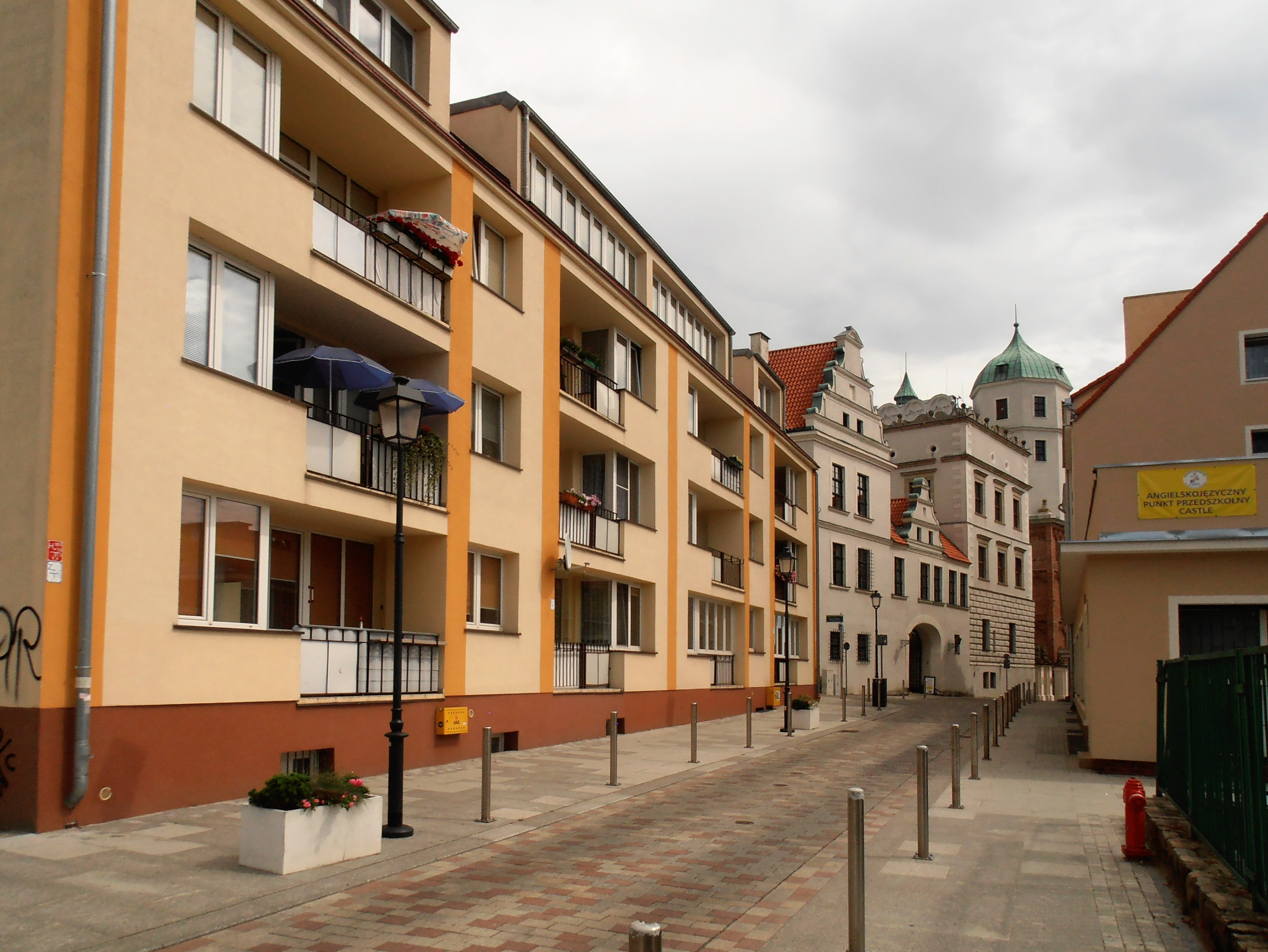
Kuśnierska ulice a hrad

V 80. letech byla vyhlášena soutěž na rozvoj dolní části starého města. Protože žádný z architektů nezískal 1. místo, bylo rozhodnuto o realizaci projektu, který obsadil 2. místo. Jeho autorem byl prof. Štětínské technické univerzity Stanisław Latour. K realizaci investice bylo založeno družstvo „Podzamcze“. Objevily se však problémy související s chybami v dokumentaci a poté s politickou transformací v Polsku. V roce 1994 začal proces přestavby dolního starého města, obvykle v postmoderním stylu, bez obnovení původního vzhledu činžovních domů. V roce 2001 došlo k bankrotu družstva „Podzamcze“ a majetek, který mu patří, byl rozdělen mezi věřitele. V současné době má oblast dolního starého města mnoho majitelů: některé parcely jsou zastavěny, některé stále čekají na nové budovy.

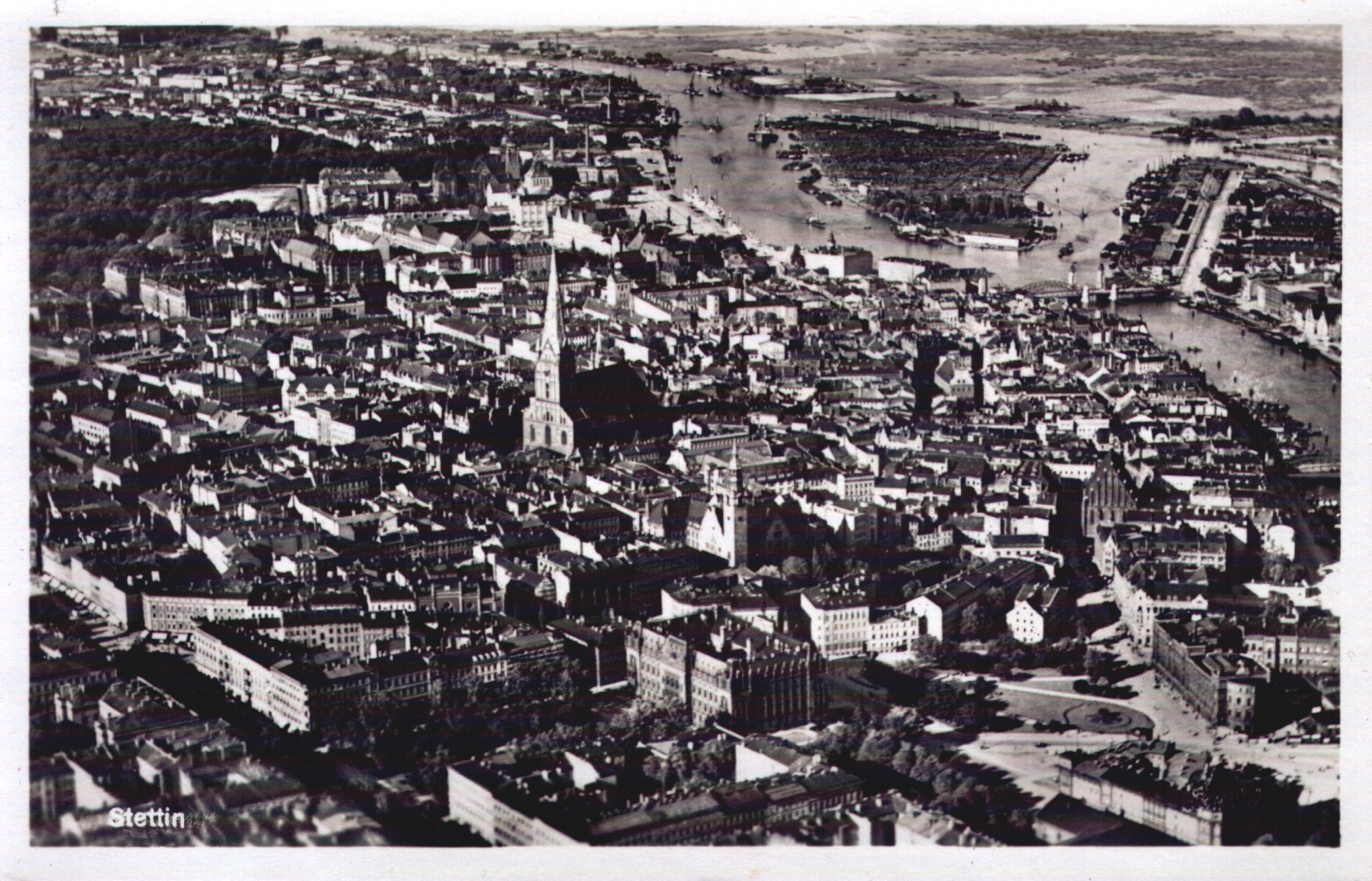
Staré město před druhou světovou válkou
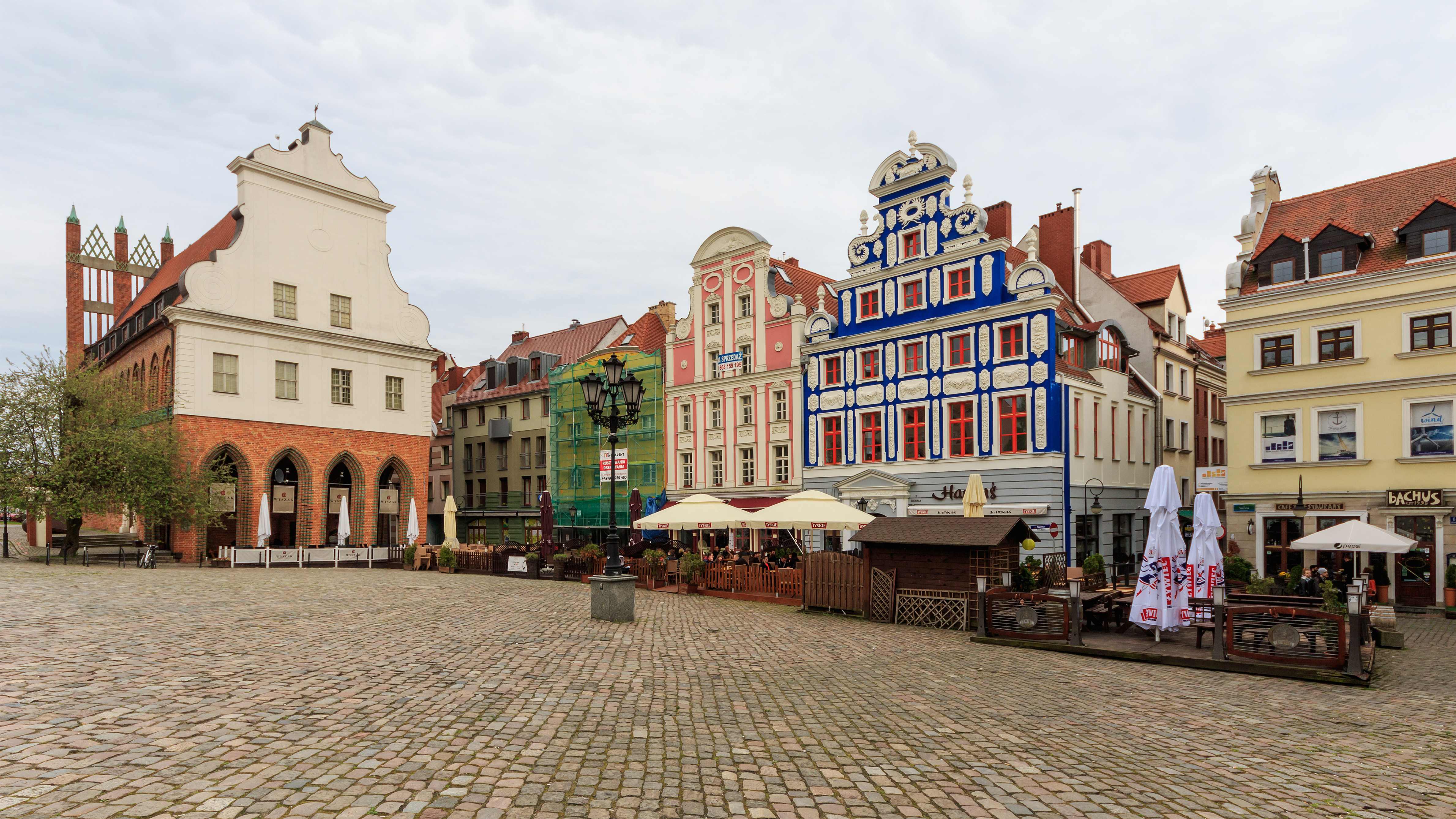
Senný trh se Starou radnicí
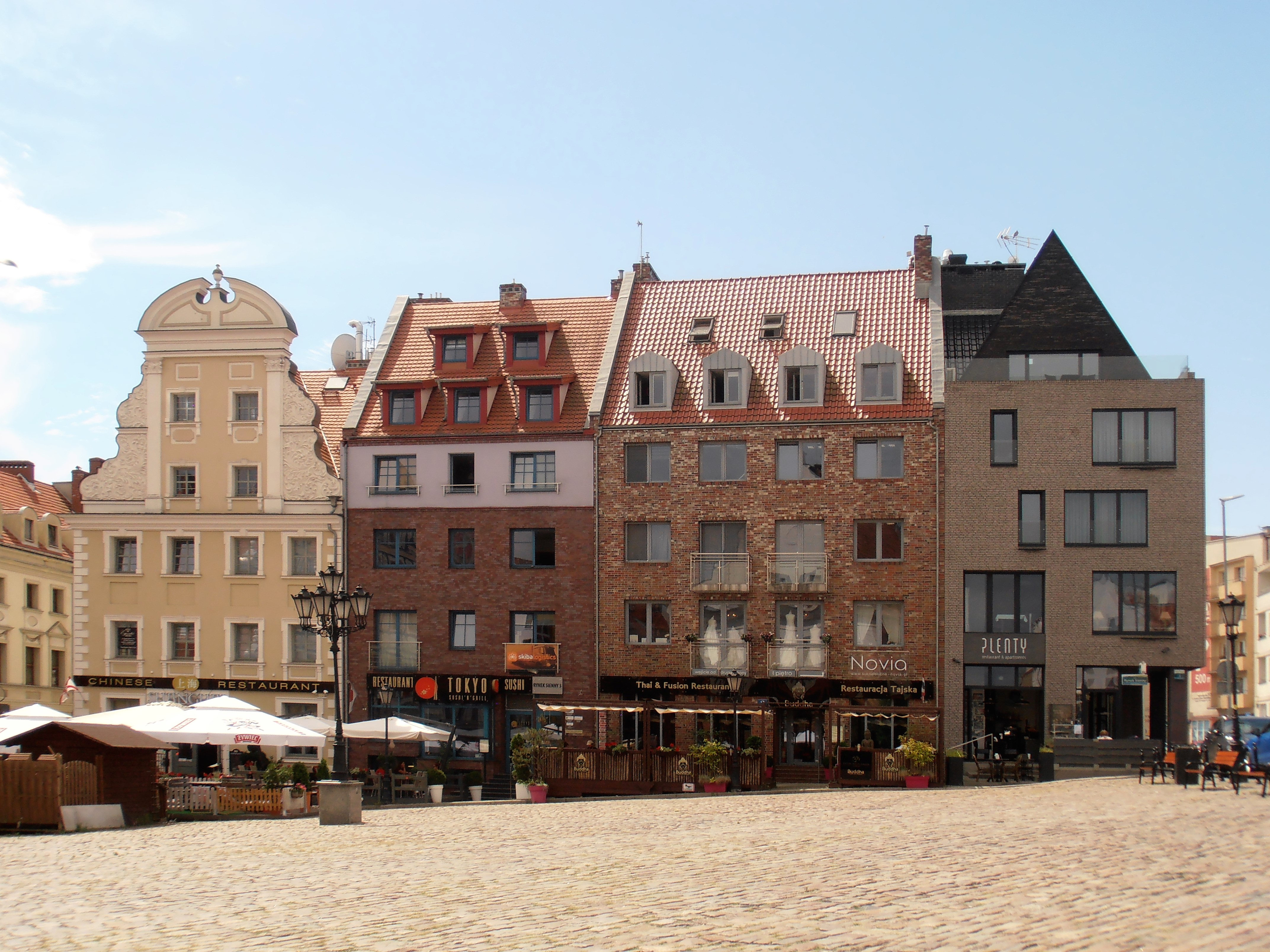
Senný trh, nalevo barokní Dům Moninů
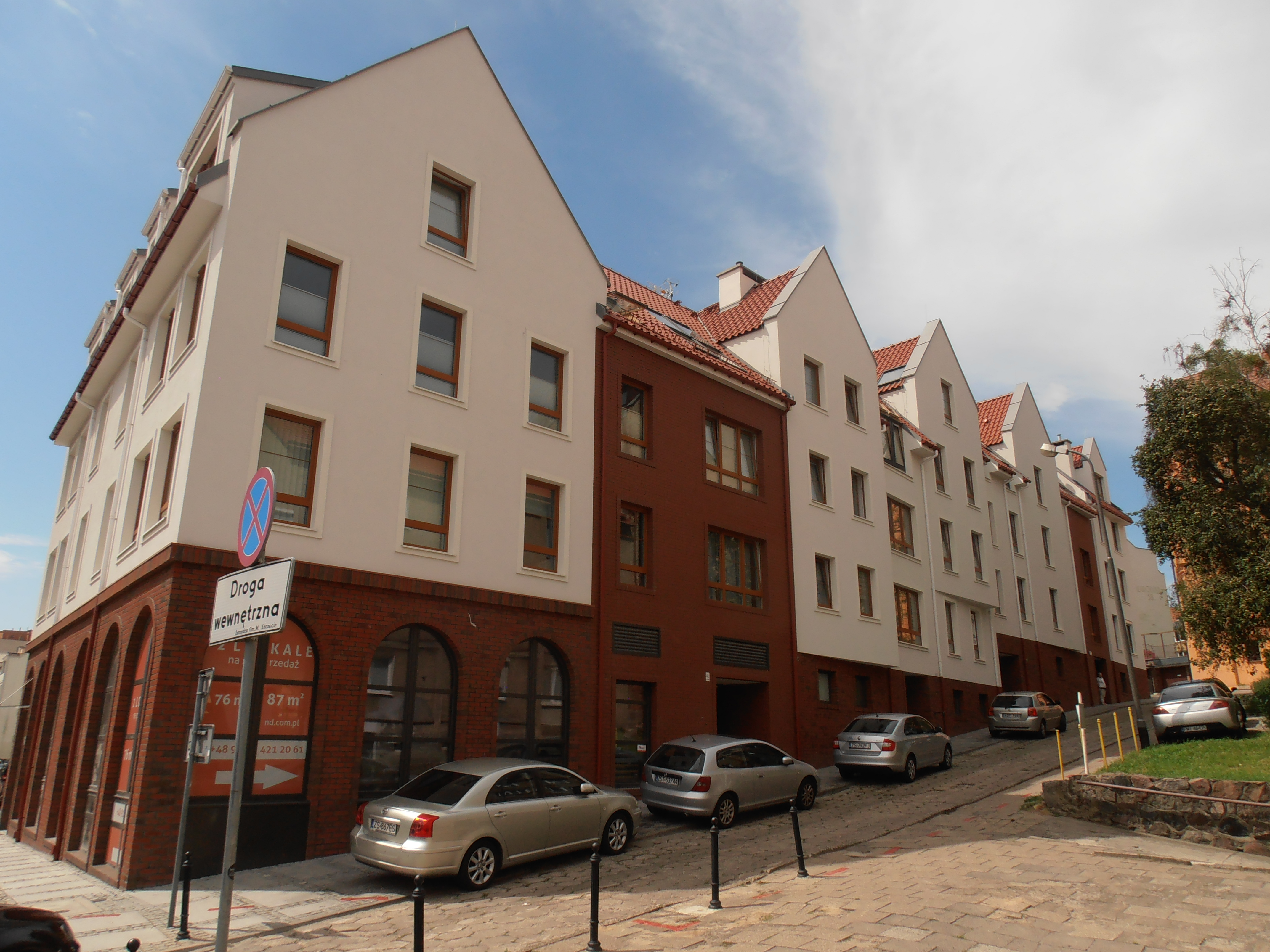
Moderní činžovní dům v ulici Kurkové

## Pamětihodnosti

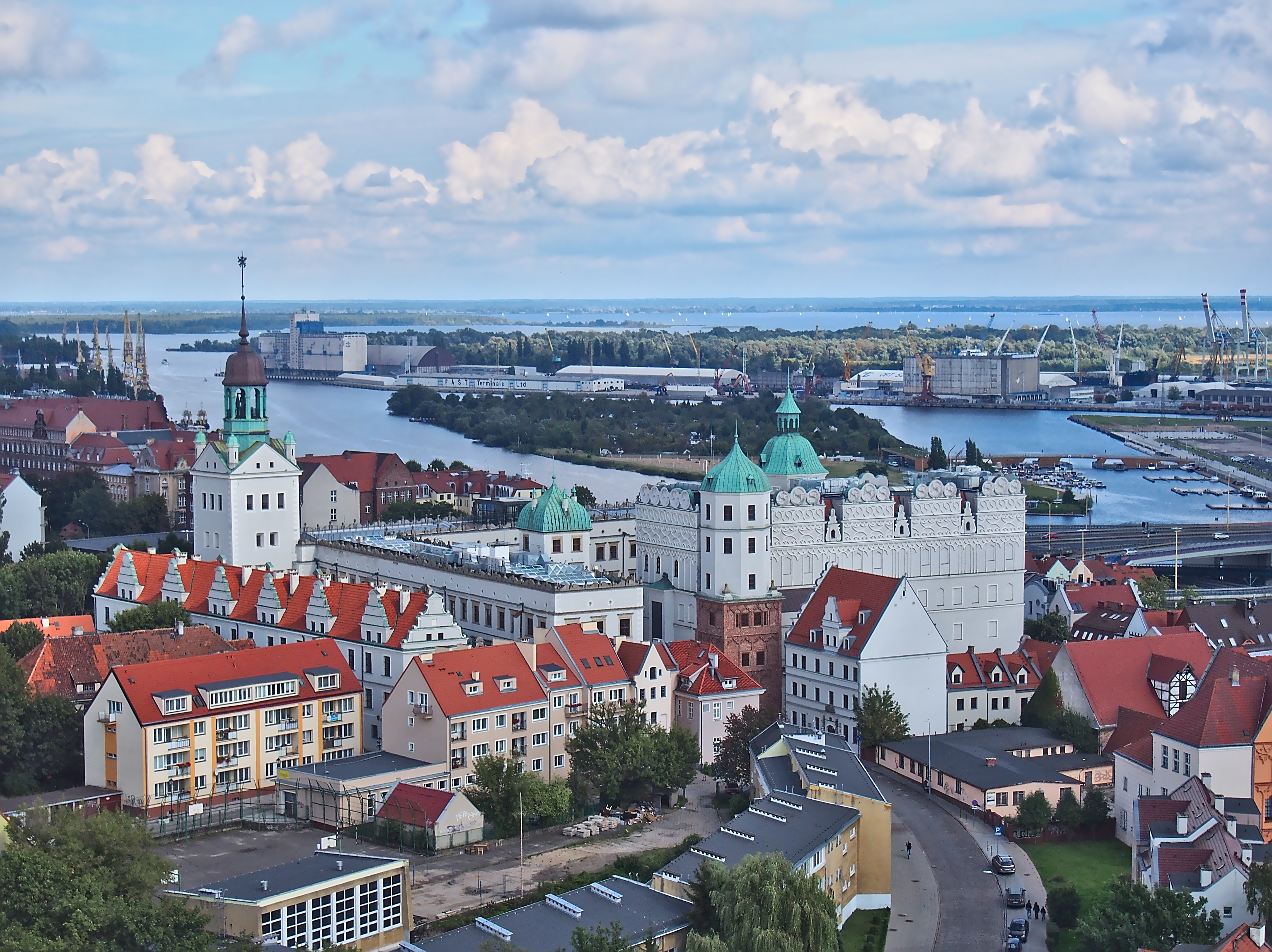
Hrad Pomořanských vévodů
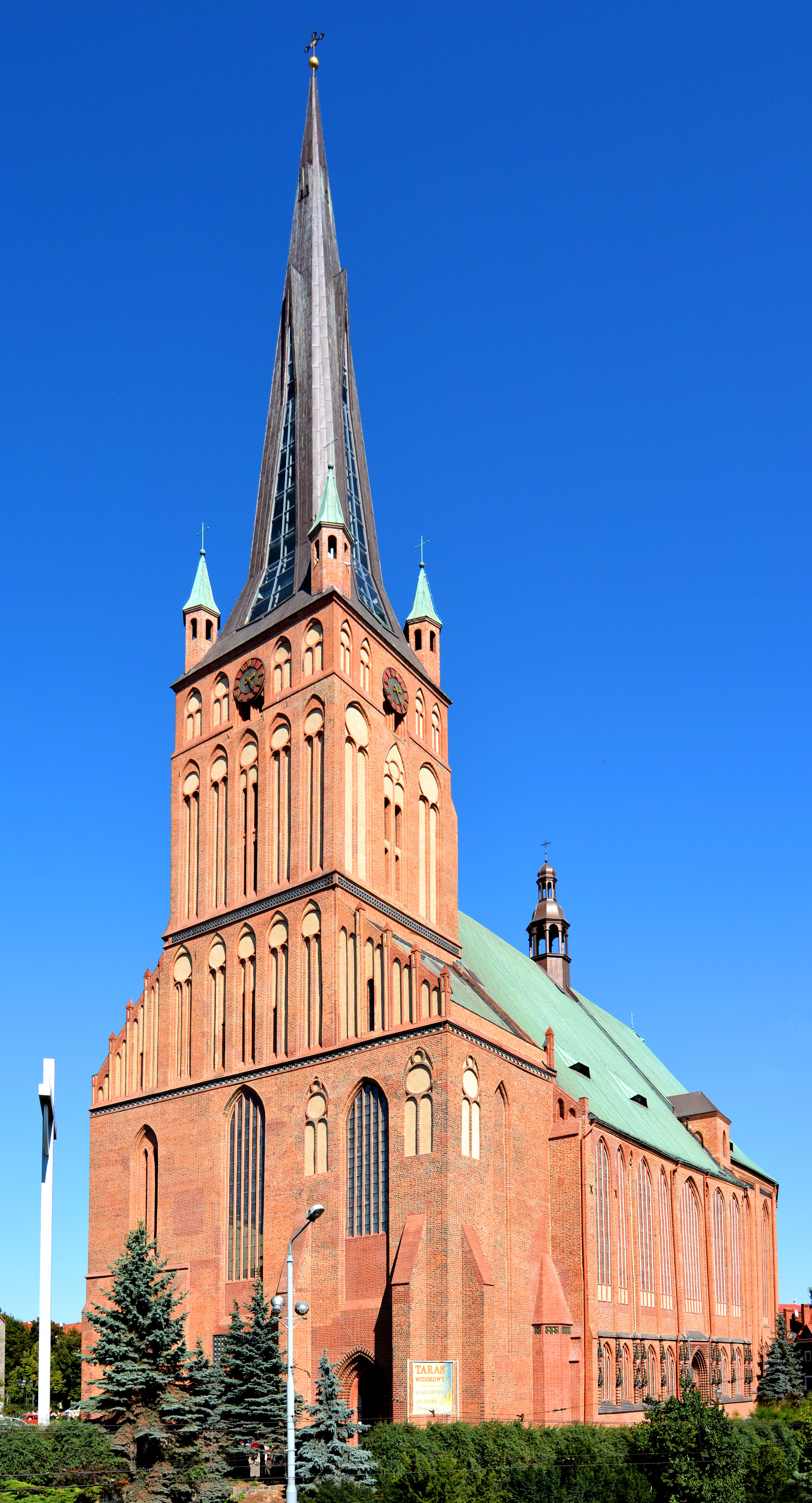
Katedrála svatého Jakuba
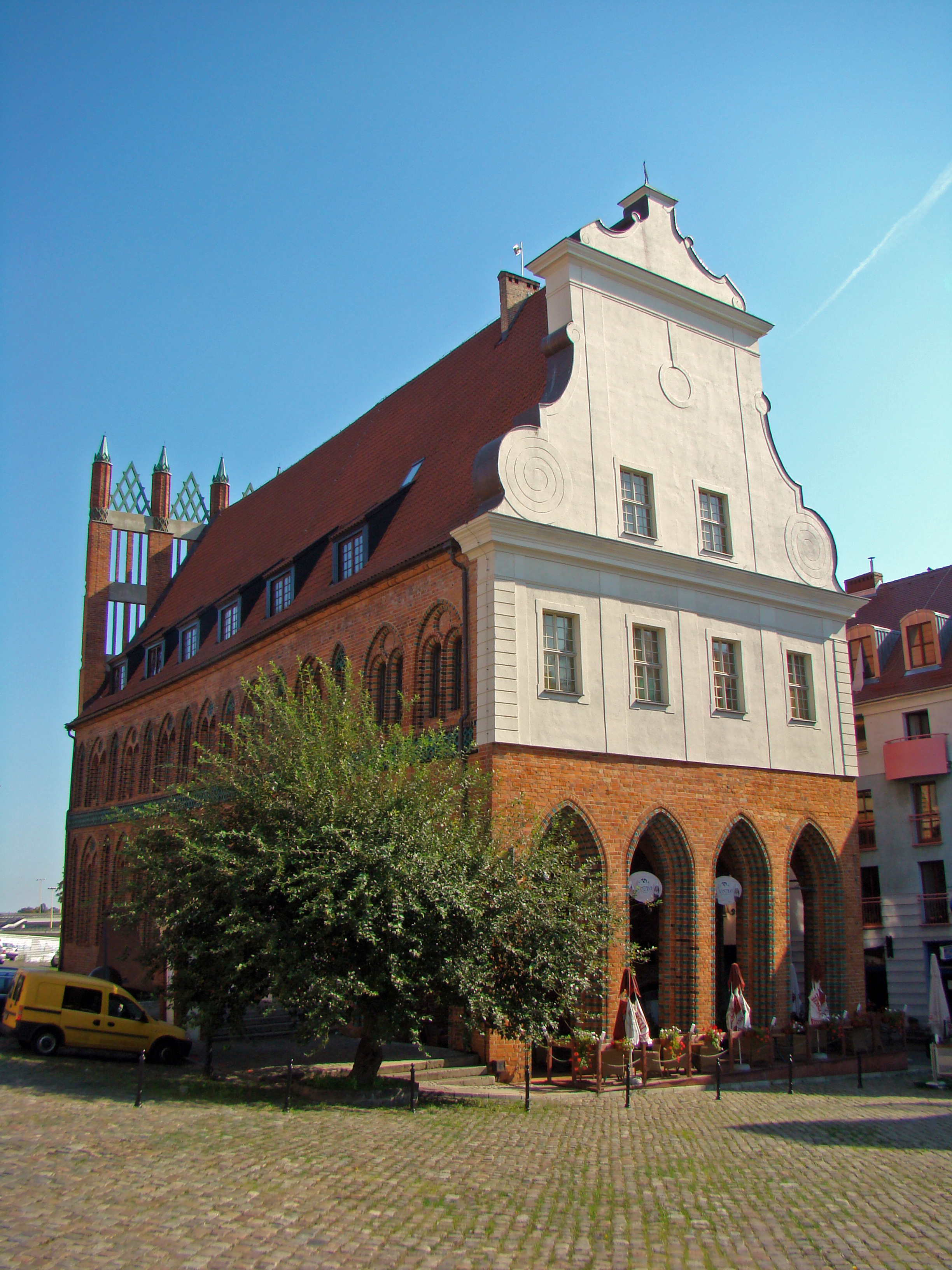
Stará radnice
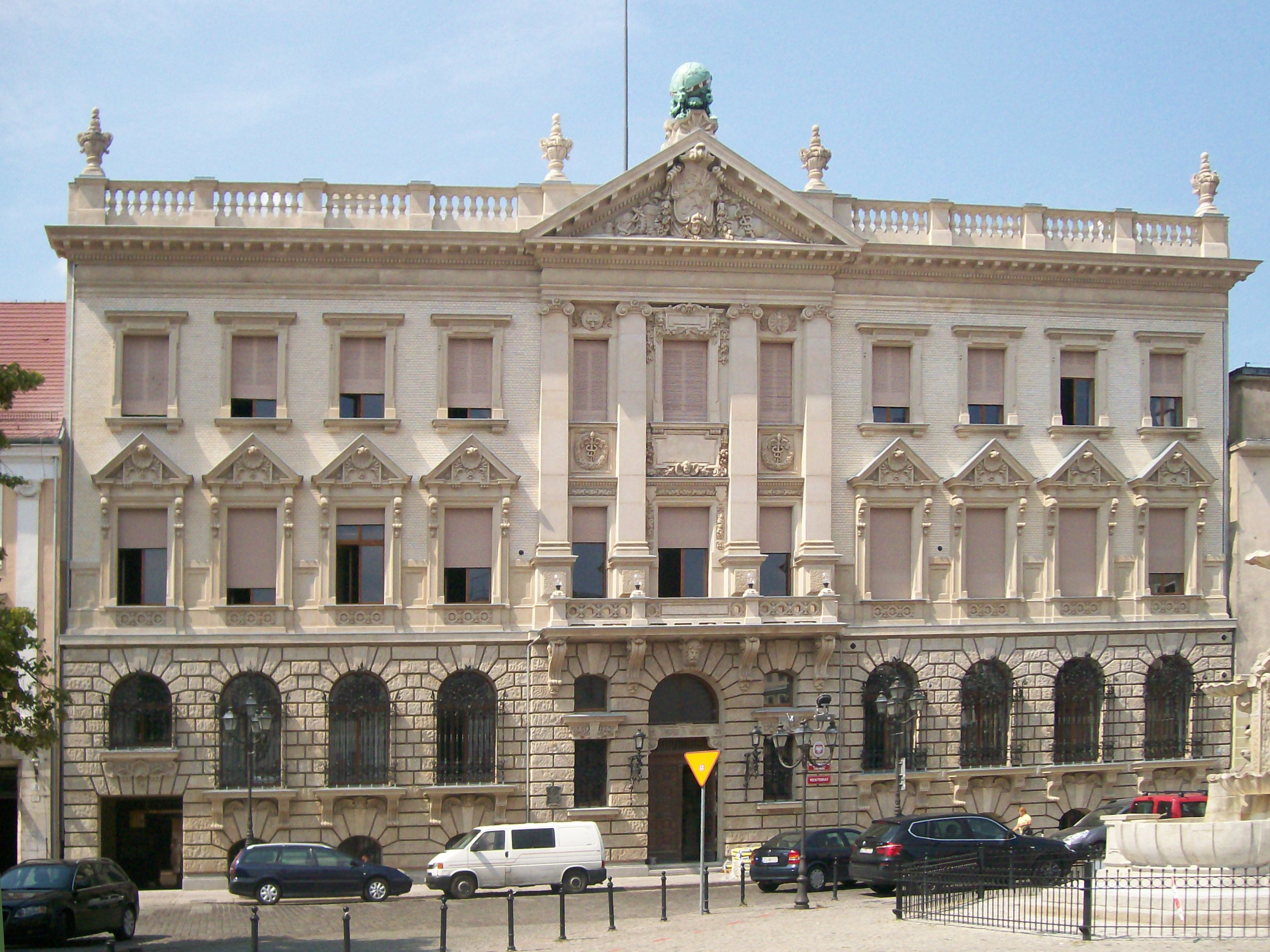
Palác pod glóbusem
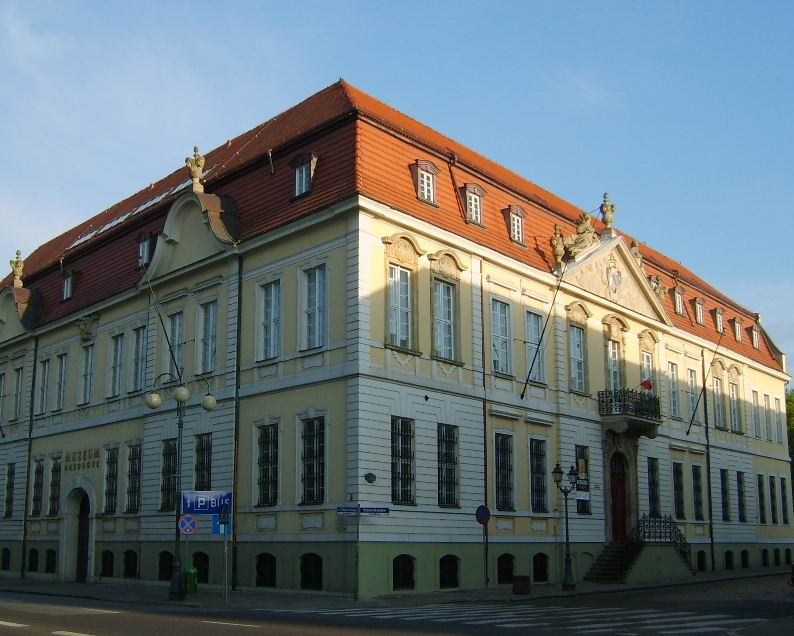
Palác Sejmu pomořanských států
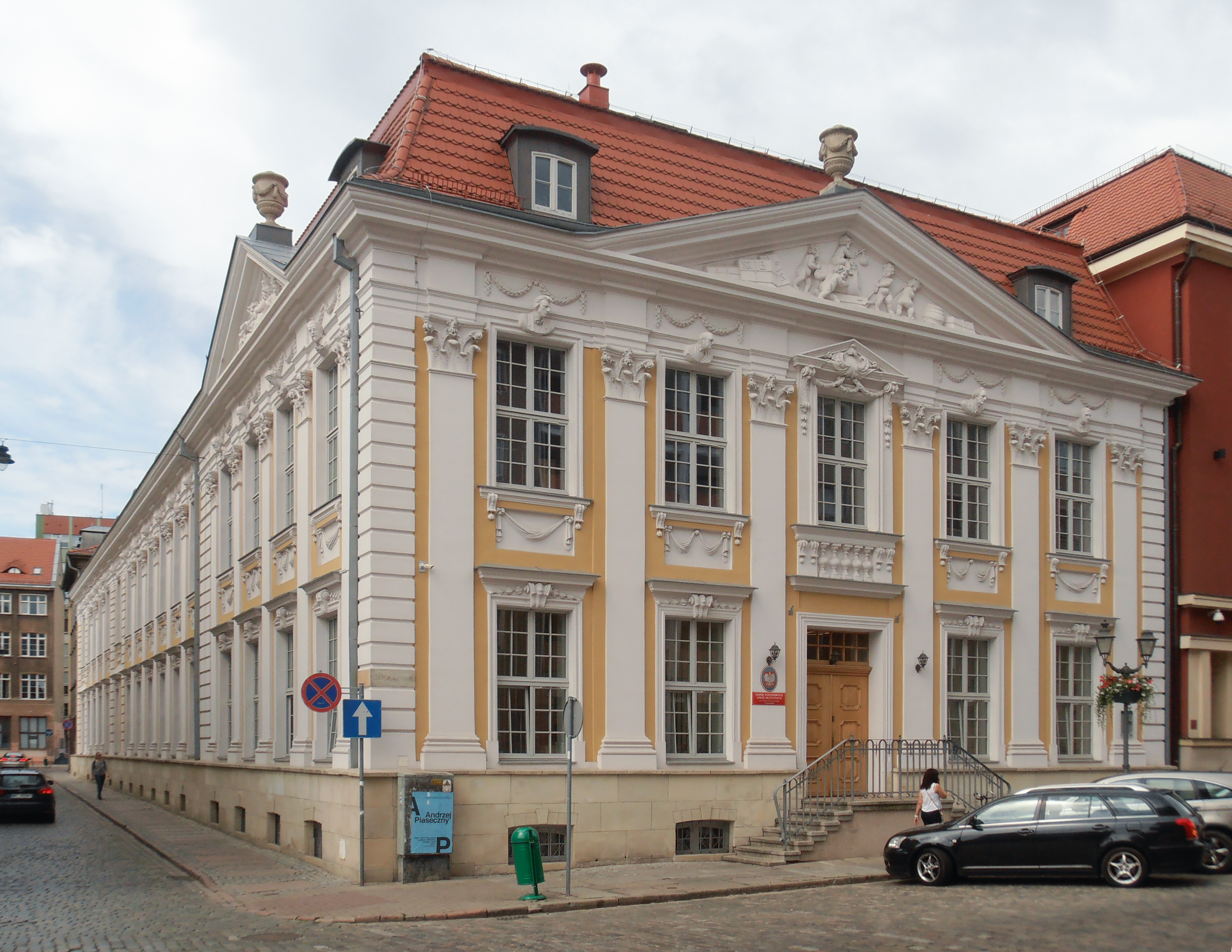
Velthusenův palác
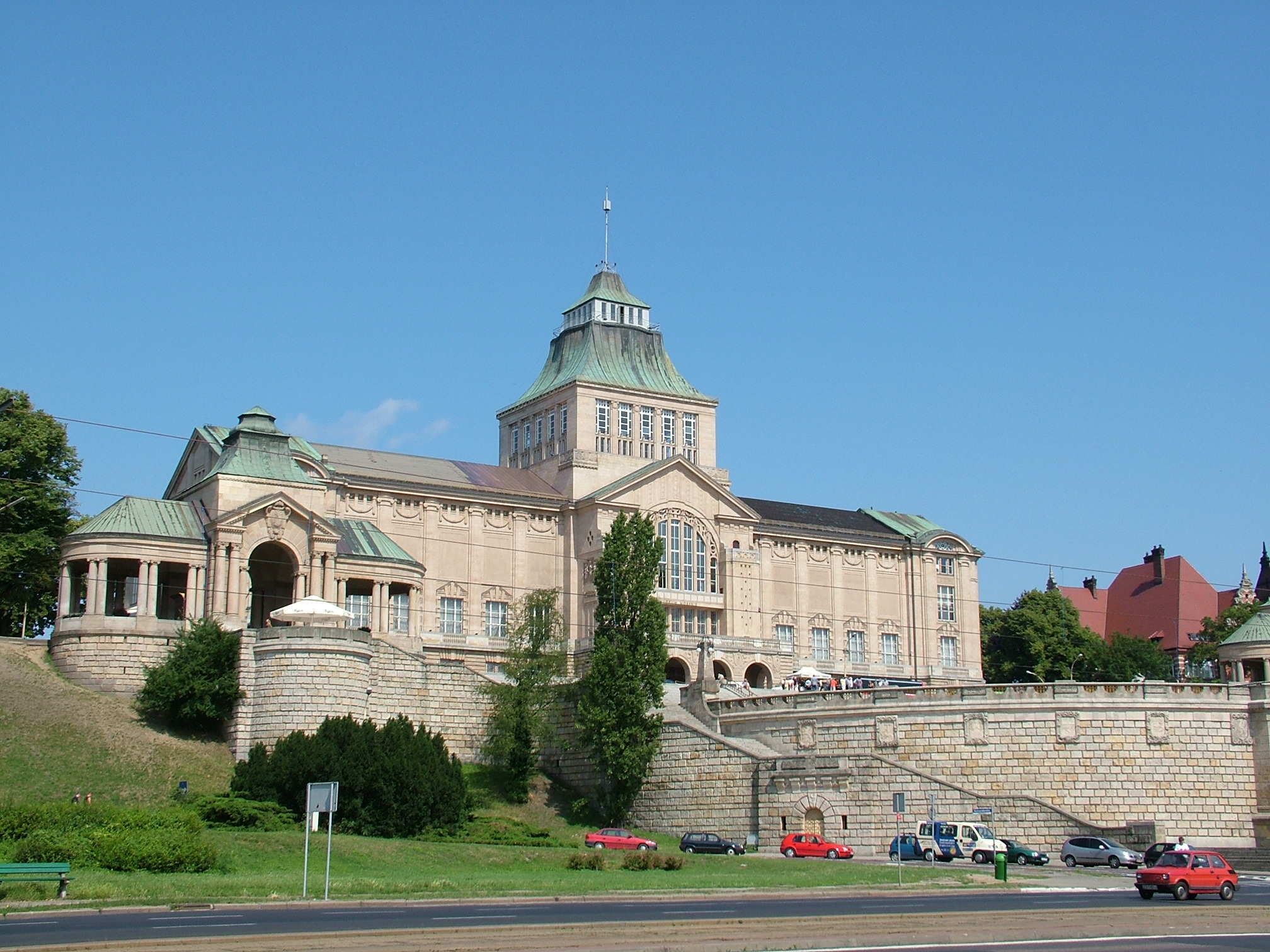
Národní muzeum
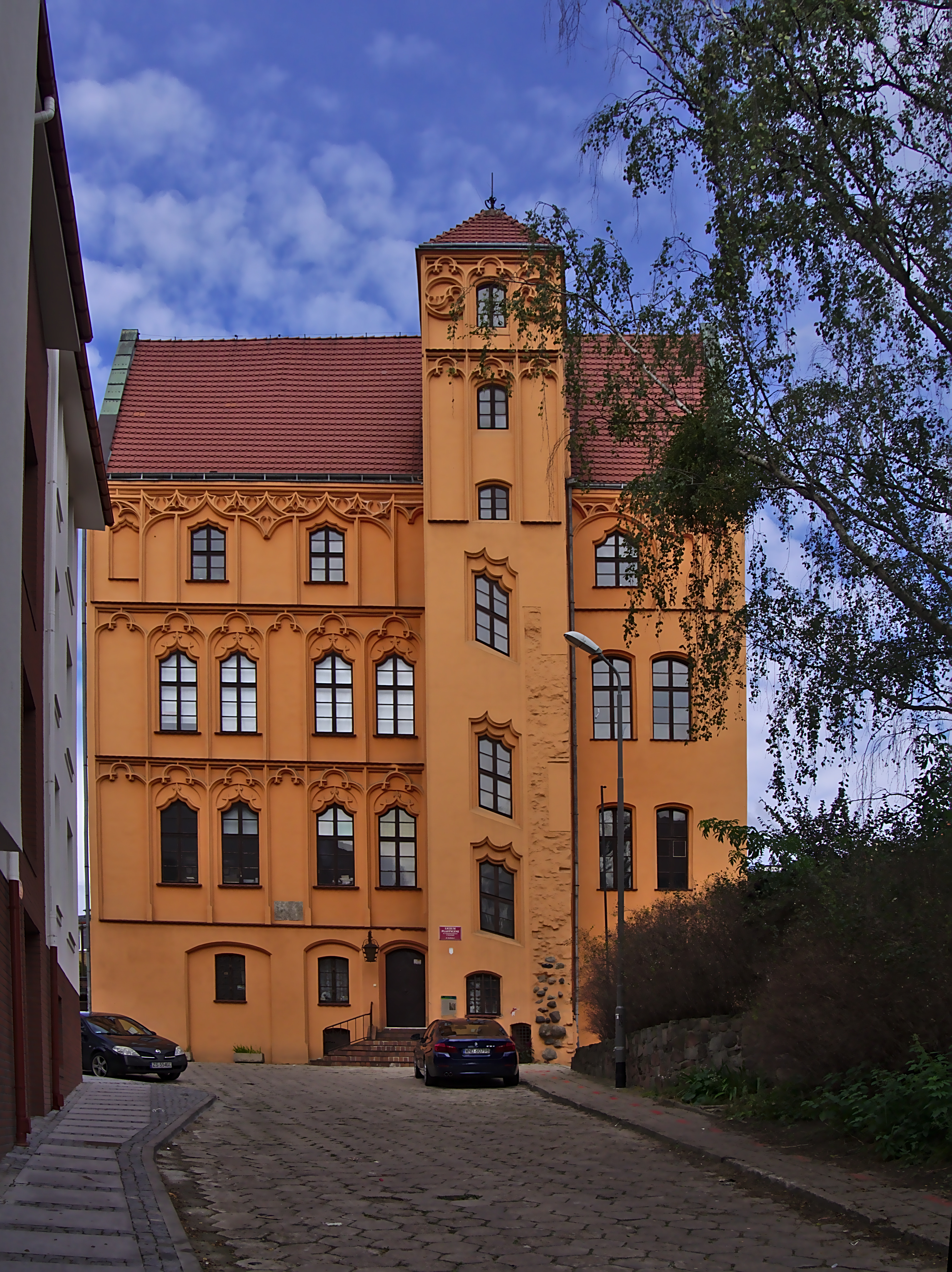
Dům Loitzů
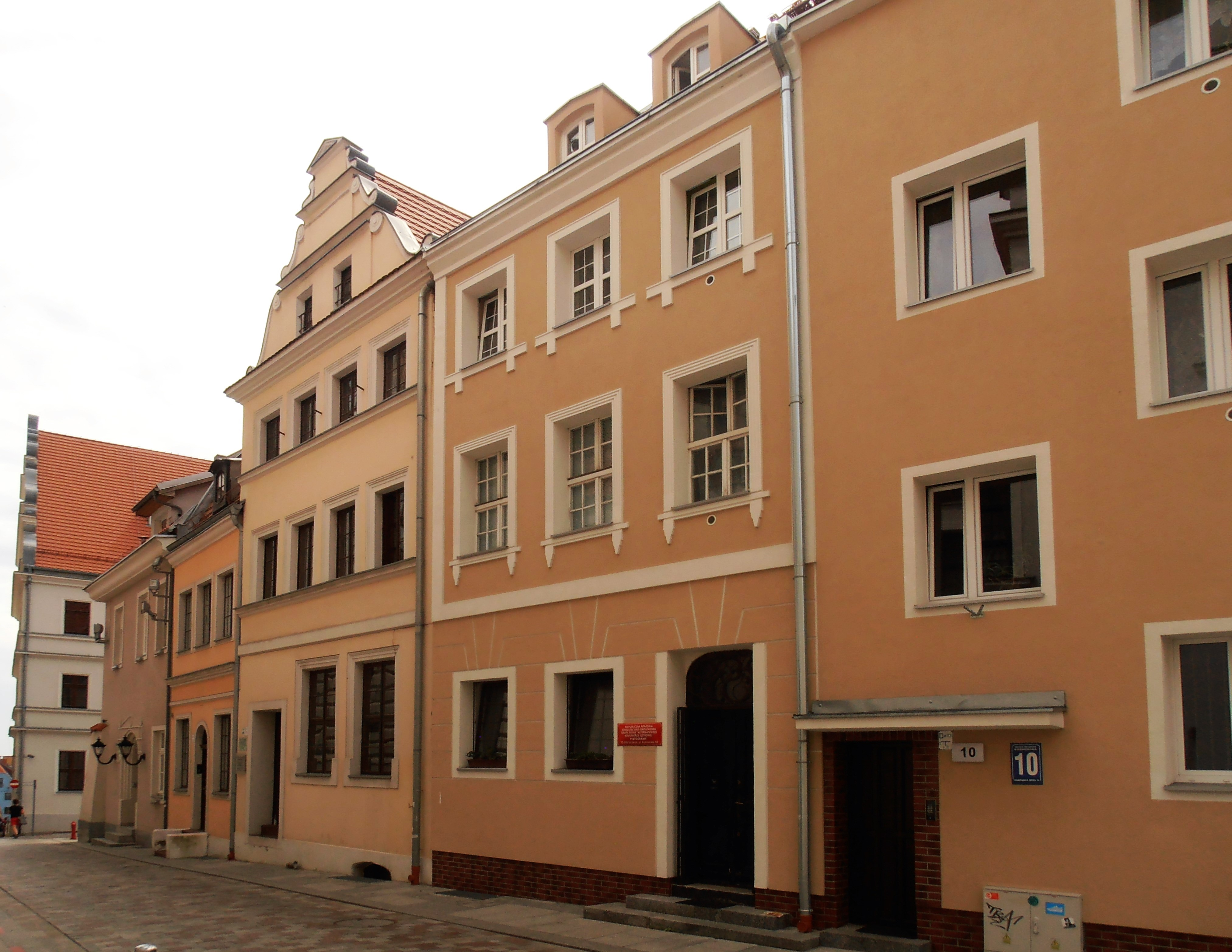
Domy v ulici Kuśnierské
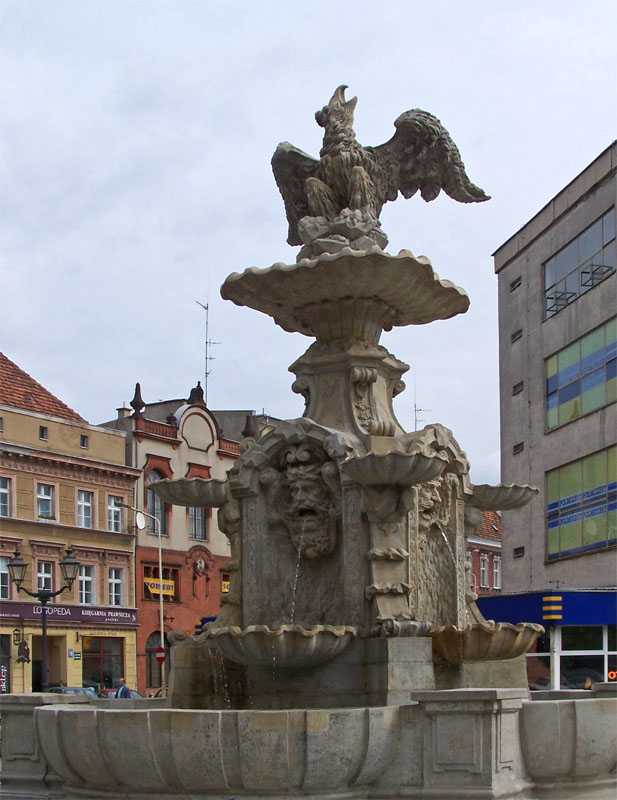
Fontána bílého orla
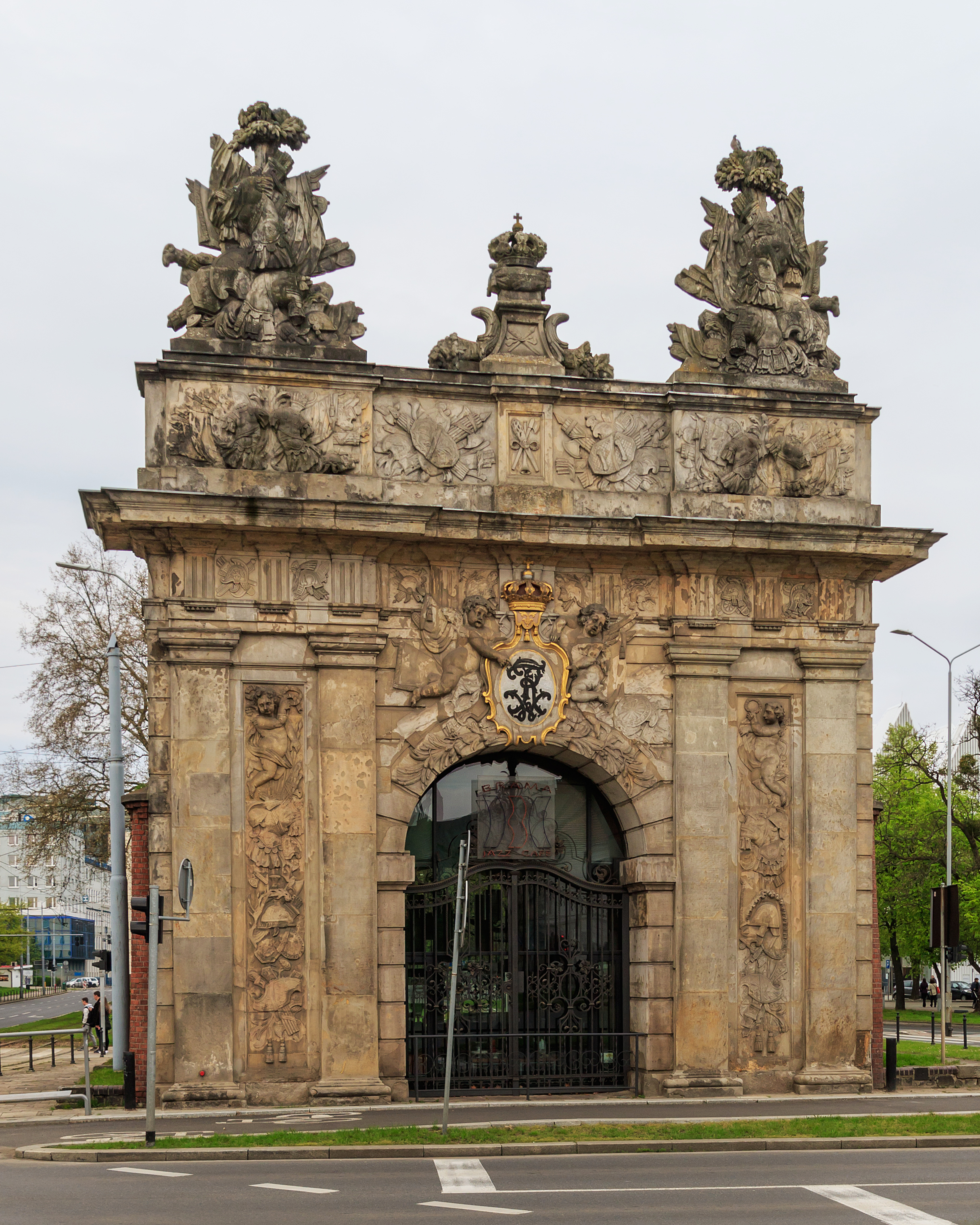
Královská brána
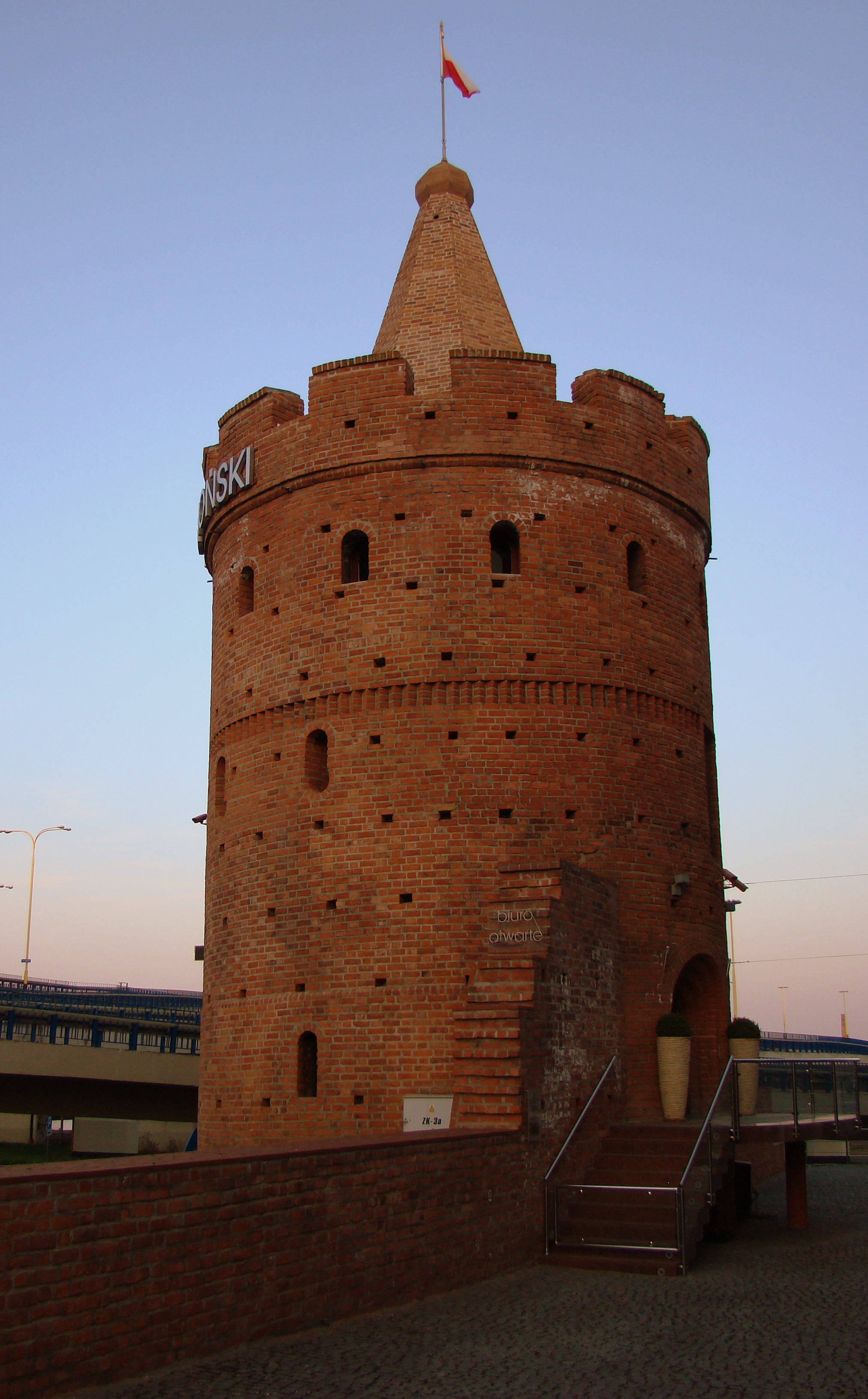
Panenská věž

- Hrad Pomořanských vévodů
- Katedrála svatého Jakuba
- Stará radnice
- Palác pod glóbusem
- Palác Sejmu pomořanských států
- Velthusenův palác
- Národní muzeum
- Dům Loitzů
- Domy v ulici Kuśnierské
- Fontána bílého orla
- Královská brána
- Panenská věž

## Vybrané neexistující objekty
- Burza
- Dům Paula Letscheho
- Dům Friedricha Pitzschkyho
- Dům Stettiner General-Anzeiger